# Crayon Shin-chan: Henderland no Daibōken
Shin - Cậu bé bút chì: Cuộc thám hiểm tuyệt vời ở vương quốc thần tiên (クレヨンしんちゃん ヘンダーランドの大冒険 Kureyon Shin-chan: Henderland no Daibokken) là bộ phim anime năm 1996. Nó là bộ phim thứ tư của series Shin - Cậu bé bút chì. Bài hát kết thúc của bộ phim là SIX COLORS BOY được hát bởi Hinagata Akiko, là một người mẫu và ca sĩ người Nhật đã xuất hiện 4 lần trong bộ phim.
Bộ phim này nói về Shinnosuke và các bạn ở trường mẫu giáo Futaba đi tới một công viên giải trí được biết là Vương quốc thần tiên Henderland tại Quận Gunma. Shin bị tách ra khỏi tốp và biết được một bí mật đen tối của công viên giải trí khi cậu ấy kết bạn với một cô bé búp bê vặn dây cót biết tư duy đã giao phó cho cậu ấy một bộ bài phép thuật. Thế lực ma thuật và đầy đen tối đã sẵn sàng để chống lại Shin và gia đình của cậu ấy bởi hai gã phù thủy bóng tối của công viên giải trí và cậu ấy phải dùng sức mạnh của những quân bài và sức mạnh của bản thân, với cả sự quyết định của chính mình, gia đình, và cả một nhóm bạn không mong đợi để giải cứu công viên giải trí.

## Nhân vật
- Toppema Mapetto (トッペマ･マペット?): là một cô bé búp bê vặn dây cót biết tư duy, và hiện đang là người giữ bộ bài phép thuật.
- Công chúa Memori Mimori (メモリ・ミモリ姫?): là công chúa của Vương quốc thần tiên Henderland. Thể xác bị hai gã phù thủy bóng tối giam vào lồng kính nhưng linh hồn thì vẫn được tự do nên đã nhập vào cô bé búp bê vặn dây cót Toppema Mapetto bé bỏng.
- Hoàng tử Gorman (ゴーマン王子?): là hoàng tử của Vương quốc thần tiên Henderland. Đã cố gắng chiến đấu với hai gã phù thủy bóng tối nhưng lại bị nguyền rủa nên đã biến thành Snowman.
- Makao và Joma (マカオ、ジョマ?): là hai gã phù thủy bóng tối. Sau khi chiếm được Vương quốc thần tiên Henderland, đã lên kế hoạch xâm lược địa cầu. Thực chất, quân bài phăng teo chính là sinh mệnh của Makao và Joma, nên chỉ cần đặt nó vào chiếc lỗ thích hợp của cửa sổ hoa văn bằng kính ở trên tầng cao nhất của Lâu đài Hender là sức mạnh của họ sẽ bị phong tỏa.
- Clay.G.Mad (クレイ・G・マッド?): là một trong những tay chân thân tín của hai gã phù thủy bóng tối. Bề ngoài thì là một quý ông lịch lãm, nhưng mỗi khi nổi giận thì sẽ biến thành một người sói đáng sợ.
- Besuta (チョキリーヌ・ベスタ?): là một trong những tay chân thân tín của hai gã phù thủy bóng tối. Dùng nhan sắc trời phú của mình để dụ dỗ con mồi.

## Phân vai
- Akiko Yajima trong vai Nohara Shinnosuke
- Miki Narahashi rong vai Nohara Misae
- Keiji Fujiwara trong vai Nohara Hiroshi
- Mari Mashiba trong vai Toru Kazama
- Teiyū Ichiryūsai trong vaiSato  Masao
- Tamao Hayashi trong vai Nene Sakurada
- Chie Satō trong vai Bo Suzuki
- Yuriko Fuchizaki trong vai Toppema Mappetto
- Hideyuki Tanaka trong vai Joma
- Hōchū Ōtsuka trong vai Makao
- Shinpachi Tsuji trong vai Cre G. Mad
- Sanae Miyuki trong vai Chokirin Basta
- Yumi Takada trong vai Midori Yoshinaga
- Michie Tomizawa trong vai Ume Matsuzaka
- Rokurō Naya trong vai Bunta Takakura (hiệu trưởng)
- Sōichirō Hoshi trong vai Hoàng tử Gorman
- Kaneto Shiozawa trong vai Buriburizaemon
- Shinya Ōtaki trong vai Kantam Robo
- Tesshō Genda trong vai Action Kamen

## Phụ trách kỹ thuật
- Đạo diễn: Mitsuru Hongo
- Kịch bản: Mitsuru Hongo và Keiichi Hara
- Bảng phân cảnh: Mitsuru Hongo , Keiichi Hara và Masaaki Yuasa
- Đạo diễn hoạt hình: Katsunori Hara và Noriyuki Tsutsumi
- Quay phim: Hideko Takahashi
- Âm nhạc: Toshiyuki Arakawa và Shinji Miyazaki
- Điều chỉnh âm thanh: Nobuhiro Shibata, Hisashi Yamamoto, Akiyoshi Tanaka, Nobutaka Taguchi và Takaaki Uchiyama
- Biên tập viên: Hajime Okayasu
- Nhà sản xuất: Hitoshi Mogi, Kenji Ōta và Takashi Horiuchi
- Công ty sản xuất: Shin-Ei Animation , TV Asahi và ADK

## Phát hành
Phim được phát hành tại Nhật Bản vào ngày 19 tháng 4 năm 1996.  Phim được phát sóng tại Ấn Độ trên kênh truyền hình Hungama TV với tên gọi Shin-chan the Movie: Adventures in Henderland .

## Nội dung
Lưu ý: Nội dung phim này liên quan tới các bộ bài nên sẽ không hiển thị nội dung.